# Betlemites Filles del Sagrat Cor
Les Germanes Betlemites Filles del Sagrat Cor de Jesús són un institut religiós de dret pontifici, concretament una congregació religiosa dedicada a l'ensenyament dels joves. És el resultat de la reforma de la branca femenina, extinta en 1821, de l'Orde dels Germans de Betlem. Les germanes posposen al seu nom l'abreviatura Bethl.

## Història

### Orígens
L'orde betlemita havia estat fundat en 1658 per Pedro Betancur a Antigua Guatemala com a orde hospitaler i d'assistència als necessitats i comptava amb hospicis i llars d'acollida al virregnat de la Nova Espanya. En 1668, Agustina Delgado i la seva filla Mariana de Jesús s'oferiren per servir a l'Hospital de Belén (a l'actual Guatemala) i ajudar els germans. Foren acceptades pel superior i començaren a viure en una casa separada vora l'hospital, guardant la mateixa regla que els frares. En 1674 fou aprovada per la Santa Seu aquesta comunitat femenina, que anà creixent.
Com la branca masculina, l'orde entrà en declivi, arran dels esdeveniments polítics, en començar el segle xix, i fou suprimit en 1821. Les germanes que en quedaven podien continuar vivint-hi, però ja no podien acceptar novícies i l'orde anava camí de l'extinció.

### Refundació
María Vicenta Rosal Vásquez (1820-1886) ingressà al Beaterio de Belén (Ciutat de Guatemala) en 1838, rebent l'hàbit de l'últim frare betlemita i prenent el nom d'Encarnació del Sagrat Cor. Descontenta amb la vida al beateri, relaxada i sense el carisma original, va intentar reformar-lo. En 1855 és elegida priora del beateri i comença la reforma; va fundar una nova comunitat, en 1861, al seu poble natal, Quetzaltenango, on aplica les constitucions reformades que ella mateixa redacta. Va orientar la congregació vers l'educació de nens i joves, de la qual hi havia molta necessitat a la regió. La nova congregació, que recuperava el carisma i forma de vida original de les betlemites s'anomenà Betlemites Filles del Sagrat Cor de Jesús.

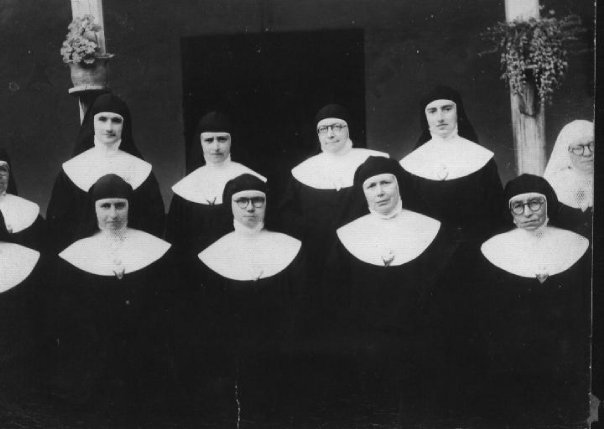
Comunitat betlemita de Gramalote (Colòmbia) als anys quaranta del.

A banda de l'adoració al Sagrat Cor de Jesús, fan assistència als necessitats i donen educació als nens en escoles i llars per a nens pobres. Els dos col·legis de Quetzaltenango veuen interrompuda la seva tasca per l'expulsió dels ordes religiosos decretada pel president guatemalenc Justo Rufino Barrios (1873-1885). Rosal marxa i, per continuar la tasca de la congregació, la instal·la a Costa Rica en 1877, on funda el primer col·legi femení a Cartago (Costa Rica), vora la Basílica de la Reina de los Ángeles, patrona del país. En 1886, la mare Encarnación fundà un orfenat-asil a San José.
El 1884, però, el nou govern també expulsa els ordes religiosos i prohibeix l'ensenyament religiós i ha de tornar a marxar. Funda col·legis betlemites a Colòmbia, i a San Juan de Pasto una llar per a nenes orfes. A l'Equador funda també a Tulcán i Otavalo.

## Activitat i difusió
Les Germanes Betlemites es dediquen a tasques d'educació en col·legis i residències, assistència a necessitats i apostolat en les parròquies. Són unes vuitcentes germanes, en 80 cases repartides, sobretot en estats iberoamericans, sobretot Colòmbia (Medellín, Gramalote, Bucaramanga, Bogotà, Nariño, Pasto, Cocayán, Pasto, etc.), Equador (Tulcán, Otavalo, Quito, Portobelo, San Miguel, Ibarra, etc.), Costa Rica (Cartago, San José, San Isidro d'Alajuela, etc.), Guatemala (Quetzaltenango, El Quiché, Antigua i Sololá), el Salvador (Ahuachapán i Solotenango), Nicaragua (Managua, Chinandega, Jinotepe i Jinotega), Panamà (dos col·legis a la capital) i Veneçuela (Coromoto i Sotopó). També té cases obertes a Itàlia (diverses escoles i hospicis a Roma, Frattochie, Nàpols, Paternopoli, Grottaminarda, Andria i Avigliano) els Estats Units (Dallas), Índia (quinze cases al sud-est de la Península, deu d'elles a Tamil Nadu) i Espanya: el convent i santuari del Sant Hermano Pedro a Vilaflor (Tenerife, poble natal de Pedro Betancur), i dues obres parroquials a Arona i el Mas de les Mates (Terol). Hi ha una casa a Roma.